# Georg Friedrich Heinrich von Hohenlohe-Ingelfingen
Georg Friedrich Heinrich von Hohenlohe-Ingelfingen (* 10. November 1757; † 11. Dezember 1803 in Bartenstein) war ein preußischer Generalmajor und Chef des Infanterieregiments Nr. 31.

## Leben

### Herkunft
Seine Eltern waren der Fürst Heinrich August zu Hohenlohe-Ingelfingen (1715–1796) und dessen Ehefrau Wilhelmine, geborene Gräfin zu Hohenlohe-Öhringen. Sein Bruder Friedrich Ludwig von Hohenlohe-Ingelfingen (1746–1818) war preußischer General der Infanterie.

### Militärkarriere
Hohenlohe stand bis zum Jahr 1775 in französischen Diensten. Er wechselte dann auf Betreiben seines Bruders in preußische Dienste und wurde am 11. September 1781 Major und Kompaniechef im Infanterieregiment „von Plötz“ (Patent vom 6. April 1781). Dort avancierte ar am 22. Juli 1783 zum Bataillonskommandeur. Am 30. August 1787 wurde er zu dem großen Manöver in Potsdam kommandiert. Am 14. August 1790 wurde er zum Oberstleutnant und Kommandeur des Grenadierbataillons, schon am 13. Juni 1791 wurde er Oberst. Am 28. Dezember 1792 wurde er Kommandeur des Infanterieregiments „von Wolfframsdorff“. Hohenlohe führte dieses Regiment während des Ersten Koalitionskrieges bei der Belagerung von Mainz (1793), der Blockade von Landau und beim Gefecht bei Frankenthal. Bei der Belagerung von Mainz erwarb er den Orden Pour le Mérite und für sein Verhalten bei Frankenthal erhielt er den Roten Adlerorden. Am 6. Juli 1795 wurde er zum Chef des Infanterieregiments „von Larisch“ ernannt. Dazu wurde er am 1. Januar 1796 mit Patent vom 14. Januar 1796 zum Generalmajor befördert. Im April 1799 brach er sich bei einer Übung ein Bein, was ihn von da an behinderte. Er starb überraschend am 11. Dezember 1803 in Bartenstein.

### Familie
Hohenlohe heiratete in Bartenstein am 7. September 1800 Charlotte Julie Polyxene von Klüchzner (* 7. September 1776; † 6. April 1807), Tochter des Generals Karl Ludwig Ferdinand von Klüchtzner (1736–1809). Das Paar hatte einen Sohn August Eduard Friedrich Ludwig (* 22. Januar 1801; † 14. März 1830). Dieser starb unverheiratet als württembergischer Premierleutnant.